# 香港藍皮書
《香港藍皮書》是關於香港經濟、政治制度和政府管治及社會民生方面的學者分析及香港未來發展展望、評估和預測綜合研究報告。
由香港浸會大學當代中國研究所薛鳳旋教授主編，加上專家學者合作撰稿。原本計劃2012年起，如年報每年出版一期。

## 出版社
和平圖書、中國社會科學院社會科學文獻出版社出版和發行。

## 內容
2012年首卷對香港回歸15年黎政治、經濟、文化方面回顧、分析兼評估。 